# Březí (ort i Tjeckien, Mellersta Böhmen)
Březí är en ort i Tjeckien.   Den ligger i regionen Mellersta Böhmen, i den centrala delen av landet, 21 km öster om huvudstaden Prag. Březí ligger 338 meter över havet och antalet invånare är 266.
Terrängen runt Březí är huvudsakligen platt, men österut är den kuperad. Runt Březí är det ganska tätbefolkat, med 58 invånare per kvadratkilometer. Närmaste större samhälle är Žižkov, 19,3 km väster om Březí. I omgivningarna runt Březí växer i huvudsak blandskog.